# Princetown (Nowy Jork)
Princetown – miasto w Stanach Zjednoczonych, w stanie Nowy Jork, w hrabstwie Schenectady.